# سید موسی نامجو
سید موسی نامجو (۲۶ آذر ۱۳۱۷ – ۷ مهر ۱۳۶۰) سرهنگ نیروی زمینی ارتش جمهوری اسلامی ایران بود، که در دولت محمدجواد باهنر به‌عنوان وزیر دفاع ملی فعالیت می‌کرد. او در فاصله سالهای ۱۳۵۸ تا ۱۳۶۰ فرمانده دانشکده افسری امام علی نیروی زمینی بود.
وی در حادثه سقوط پرواز هرکولس سی-۱۳۰ نیروی هوایی ارتش ایران در سال ۱۳۶۰ کشته شد.

## زندگی‌نامه
سید موسی نامجو در ۲۶ آذر ۱۳۱۷ در بندر انزلی زاده شد. تاریخ تولد وی در شناسنامه ۱۰ آبان ۱۳۱۷ می‌باشد، اما تاریخ درست وی همان ۲۶ آذر است. پدر وی حافظ قرآن بود. دوم دبیرستان بود که با خانواده به تهران آمد ولی همچنان زندگی سختی را می‌گذراند. او در تهران هم به علت احتیاج مبرم کار می‌کرد. رشته مورد علاقه‌اش پزشکی بود ولی به علت احتیاج مادی وارد مدرسه نظام شد. پس از سه سال با عنوان یکی از بهترین شاگردان دبیرستان نظام دیپلم ریاضی گرفت و وارد دانشکده افسری شد. سپس با مدرک لیسانس نقشه‌برداری (درجه ستوان دومی) در سال ۱۳۴۰ از دانشکده افسری فارغ‌التحصیل شد. او پیش از انقلاب ۱۳۵۷ به سمت عضو هیئت علمی دانشکده افسری منصوب شد که این مسئولیت، بعد از انقلاب به ریاست دانشکده، ارتقاء یافت. وی اولین فرمانده دانشکده افسری جمهوری اسلامی ایران بود که در سال ۱۳۵۸ دست اندر کار تحول اساسی در دانشکده افسری بود، پس از کشته شدن مصطفی چمران، نماینده فرمانده کل قوا (سید روح‌الله خمینی) در شورای عالی دفاع بود و مدتی بعد در نقش وزیر دفاع و پشتیبانی نیروهای مسلح به خدمت پرداخت.

## زندگی شخصی
نامجو در سال ۱۳۴۹ ازدواج کرد. ثمره این ازدواج، ۳ فرزند (۲ پسر و یک دختر) است.
آشنایی با ناصر رحیمی و شیفتگی نسبت به او از اتفاقات مهم زندگی نامجو است. رحیمی یکی از نظامیان شاخص به‌لحاظ مذهبی بود که فوق لیسانس فلسفه داشت و از مبارزان سرسخت علیه بهائیت بوده و بر روی بحث‌های مذهبی تسلط داشته است. بعد از فوت رحیمی نیز از روی ارادتی که به وی داشت نام فرزند پسر خود را ناصر گذاشت.

## دیدگاه‌های نامجو
وی مخالف شرایط محیط رژیم سلطنت و جو حاکم بر ارتش شاهنشاهی بود و در جریانات انقلاب ۱۳۵۷ نقش داشت. او از جریانات سیاسی گذشته و اتفاقات جریان «نهضت ملی» آگاهی کامل داشت؛ او نسبت به روح‌الله خمینی علاقه قلبی داشت و وی را سدی در مقابل انحرافات می‌شناخت و سخت نگران انحراف انقلاب بود.

## کشته شدن

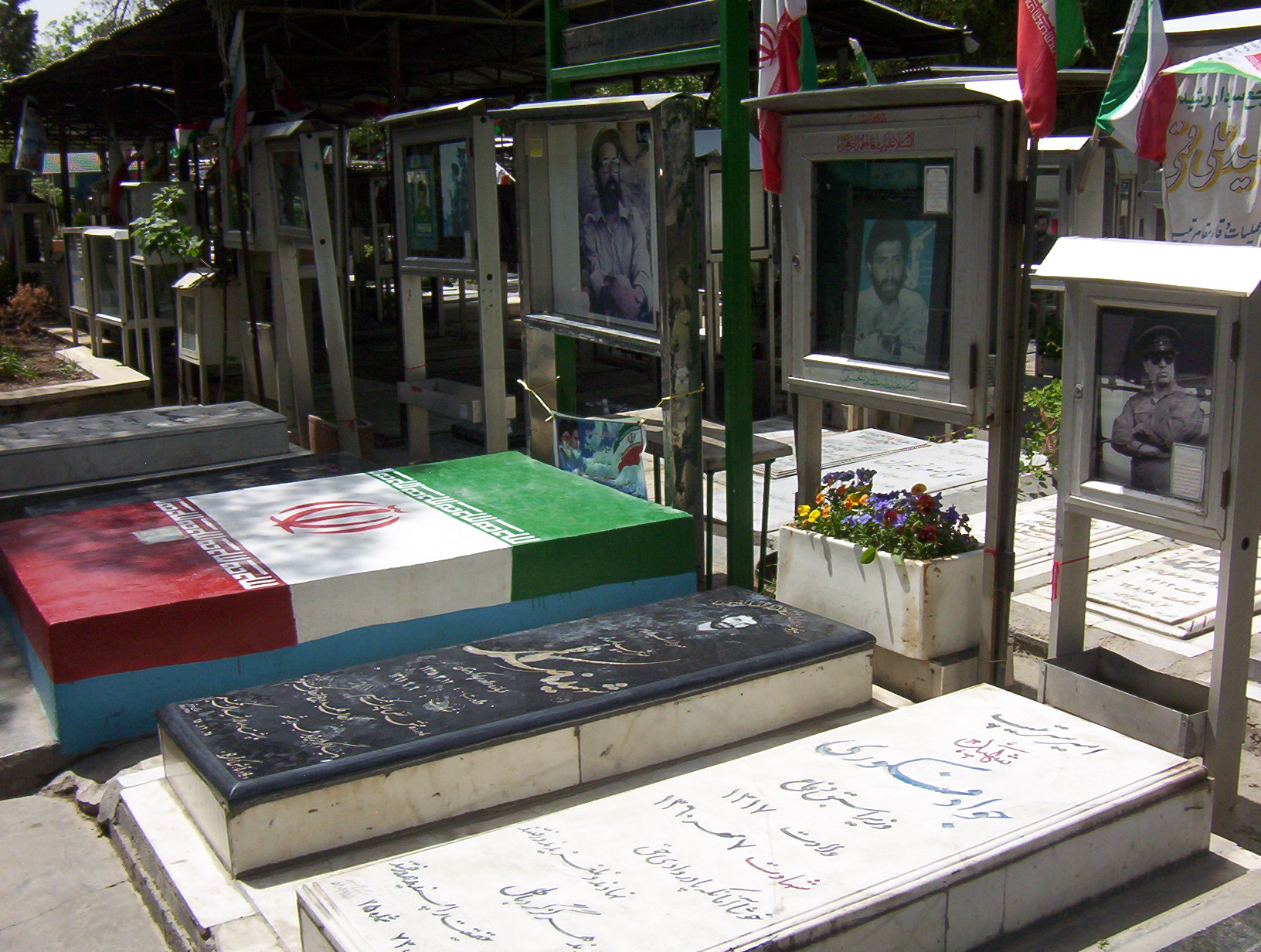
مدفن جواد فکوری، ناصر کاظمی، مصطفی چمران و موسی نامجو در بهشت زهرا

وزیر دفاع جمهوری اسلامی ایران در حادثه سقوط پرواز هرکولس سی-۱۳۰ نیروی هوایی ارتش ایران ۱۳۶۰ همراه با تعدادی از فرماندهان نظامی دیگر کشته شد. این گروه در حال بازگشت از مأموریت بررسی وضعیت جبهه‌ها پس از عملیات موفق‌آمیز عملیات ثامن‌الائمه بودند.

## علت سقوط هواپیما
در آن زمان دلیل سقوط این هواپیما، حمله هواپیماهای عراقی عنوان شد؛ اما پس از آن مشخص شد که این روایت درست نیست و خلبان و کمک خلبان هواپیما موفق شده‌اند، پس از وقوع یک انفجار، آن را در حوالی کهریزک بر روی زمین بنشانند؛ هر چند به علت شدت برخورد با زمین، بسیاری از مسافران آن کشته شدند.
نورالدین کیانوری دربارهٔ علل مرگ جواد فکوری (که یکی از کشته‌شدگان این سانحه می‌باشد)، اتفاقی بودن سانحه هوایی را صراحتاً زیر سؤال برد و دست «عوامل دشمن» را در کار دید. ابوالحسن بنی صدر نیز در مصاحبه‌های مختلف سقوط این هواپیما را کار خود حکومت می‌داند و معتقد است هواپیما بی‌دلیل در آسمان منفجر نشده است.
افراد و اشخاص دیگری همچون محمود خرم‌دل؛ کمک خلبان این پرواز، سرهنگ صولتی؛ سر خلبان پرواز، ناخدا هوشنگ صمدی؛ فرمانده تکاوران دریایی مدافع خرمشهر و محمدعلی شریف‌النسب؛ از فرماندهان میانی ارتش در دوران جنگ، نیز این واقعه را صد در صد مشکوک و حاصل شلیک موشک پدافند خودی به هواپیما ذکر نموده‌اند.

## یادبود
- خیابان «گرگان» که یکی از خیابان‌های قدیمی تهران است، به نام نامجو نام‌گذاری شده است.[۱۲]
- در بهمن‌ماه سال ۱۳۹۵ از سردیس ایشان در گیلان رونمایی شد.[۱۳]
- در شهرکرد خیابانی بنام او نامگذاری شده است.
- پادگان آموزشی نیروی دریایی ارتش در حسن رود استان گیلان به نام نامجو نام گذاری شده است